# Бе (Эн)
Бе (фр. Bey) — коммуна во Франции, находится в регионе Рона — Альпы. Департамент — Эн. Входит в состав кантона Пон-де-Вель. Округ коммуны — Бурк-ан-Брес.
Код INSEE коммуны — 01042.

## География
Коммуна расположена приблизительно в 350 км к юго-востоку от Парижа, в 55 км севернее Лиона, в 30 км к западу от Бурк-ан-Бреса.
На западе коммуны протекает река Аванон (фр. Avanon).

## Климат
Климат полуконтинентальный с холодной зимой и тёплым летом. Дожди бывают нечасто, в основном летом.

## Население
Население коммуны на 2010 год составляло 245 человек.
| 1962 | 1968 | 1975 | 1982 | 1990 | 1999 | 2010 |
| ---- | ---- | ---- | ---- | ---- | ---- | ---- |
| 129  | 105  | 131  | 181  | 195  | 221  | 245  |

## Администрация
| Период | Период | Фамилия        | Партия                             | Примечания |
| ------ | ------ | -------------- | ---------------------------------- | ---------- |
| 1962   | 1977   | Луи Жакон      |                                    |            |
| 1977   | 1983   | Жан-Поль Салле | Объединение в поддержку республики | фермер     |
| 1983   | 1986   | Поль Монье     | Разные правые                      | плотник    |
| 1986   | 1995   | Жан-Поль Салле | Объединение в поддержку республики | фермер     |
| 1995   | 2020   | Мишель Жентиль | Разные левые                       | профессор  |

## Экономика
В 2010 году среди 171 человека трудоспособного возраста (15—64 лет) 122 были экономически активными, 49 — неактивными (показатель активности — 71,3 %, в 1999 году было 78,4 %). Из 122 активных жителей работали 111 человек (60 мужчин и 51 женщина), безработных было 11 (4 мужчины и 7 женщин). Среди 49 неактивных 14 человек были учениками или студентами, 27 — пенсионерами, 8 были неактивными по другим причинам.

## Достопримечательности
- Церковь Св. Мартина (XII век). Исторический памятник с 1945 года[4]

## Фотогалерея

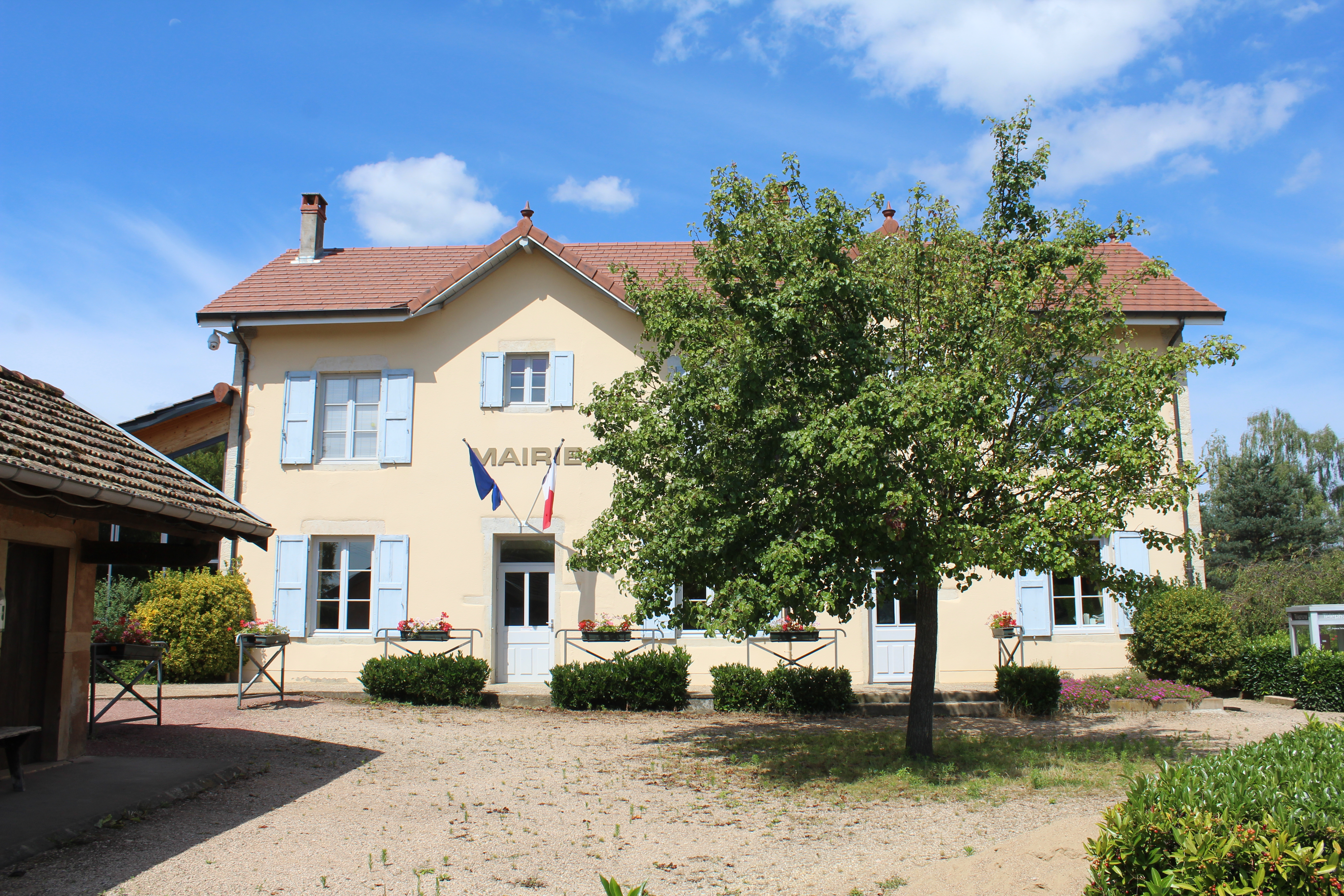
Мэрия
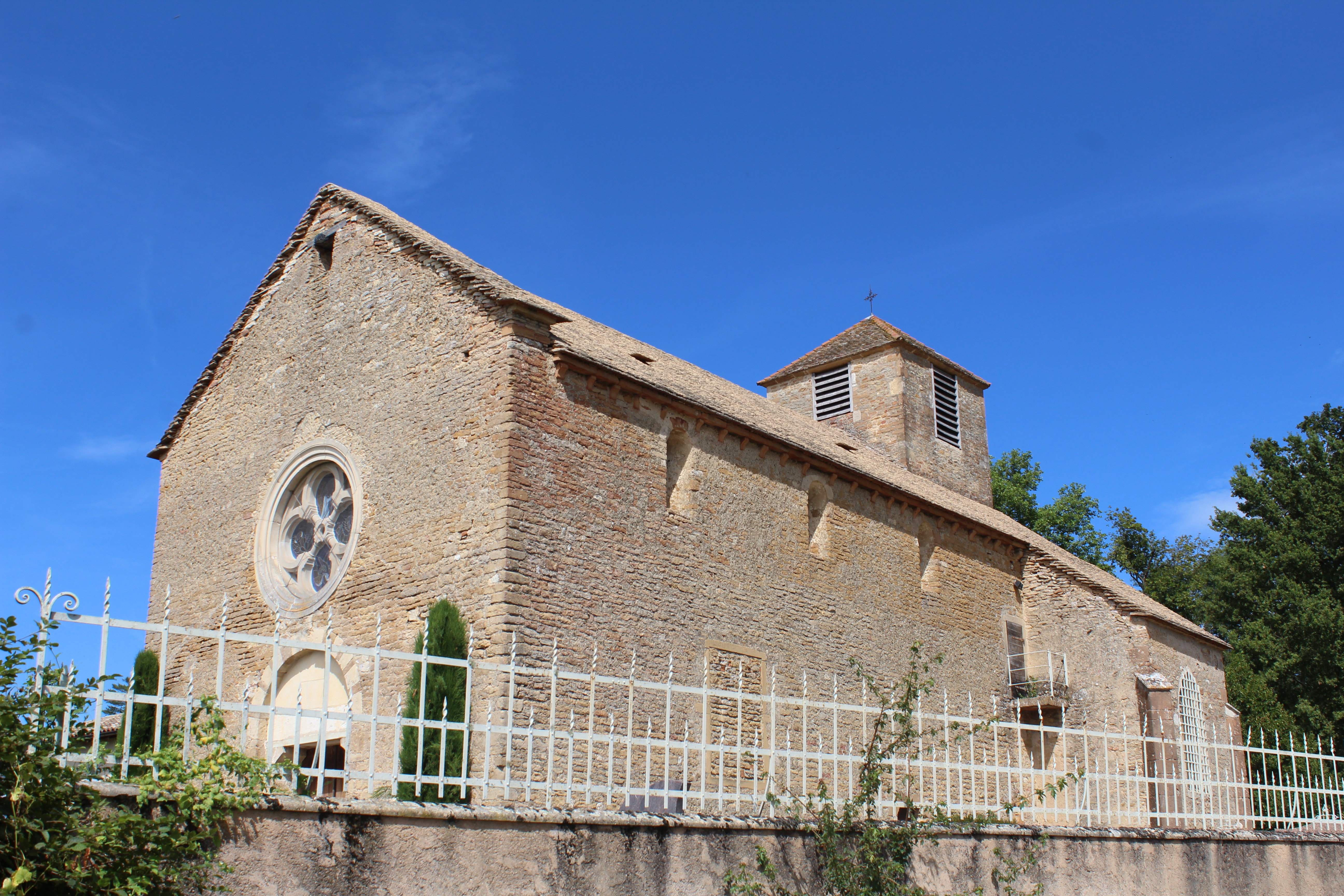
Церковь Св. Мартина
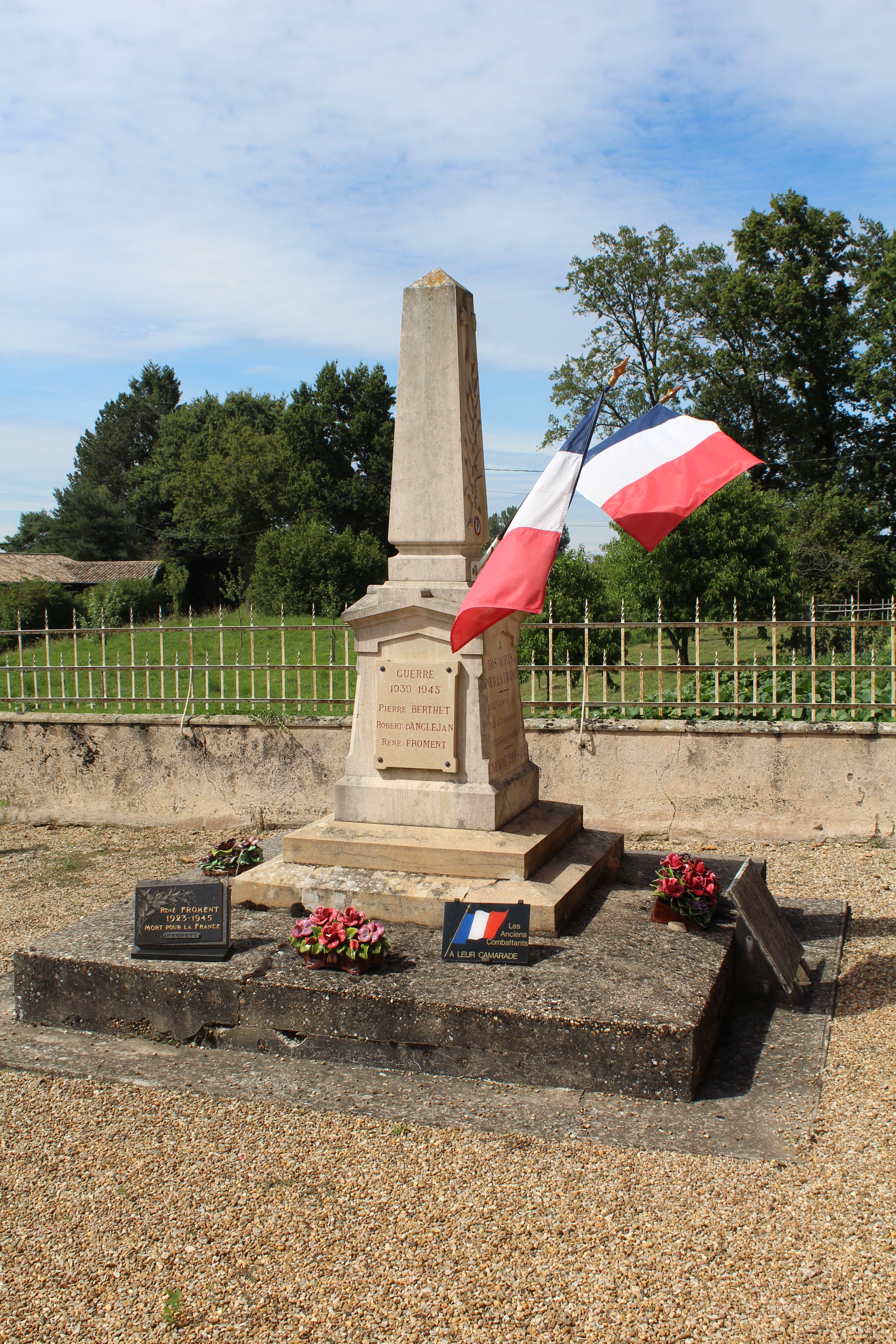
Военный монумент
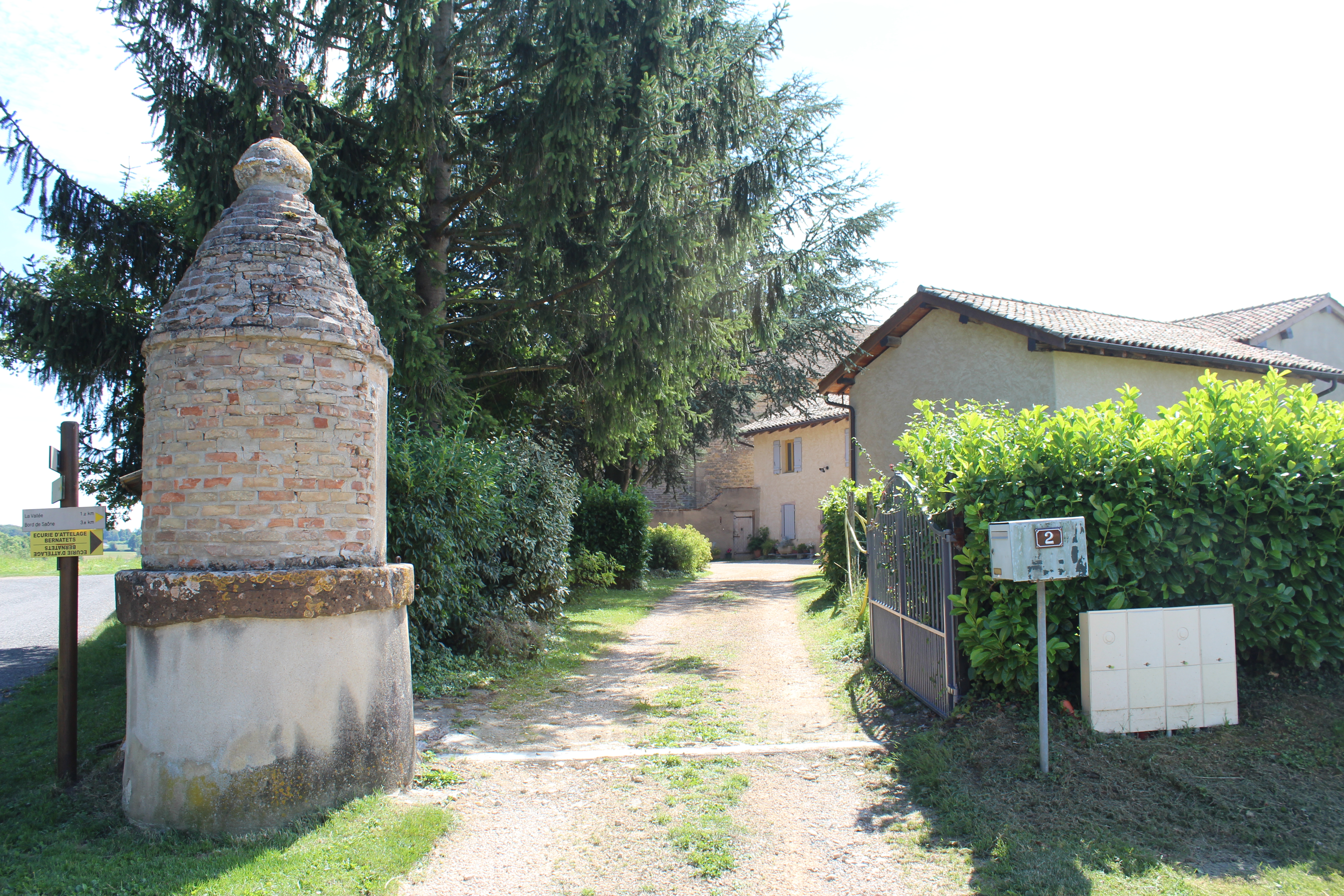
Вход в старую лечебницу
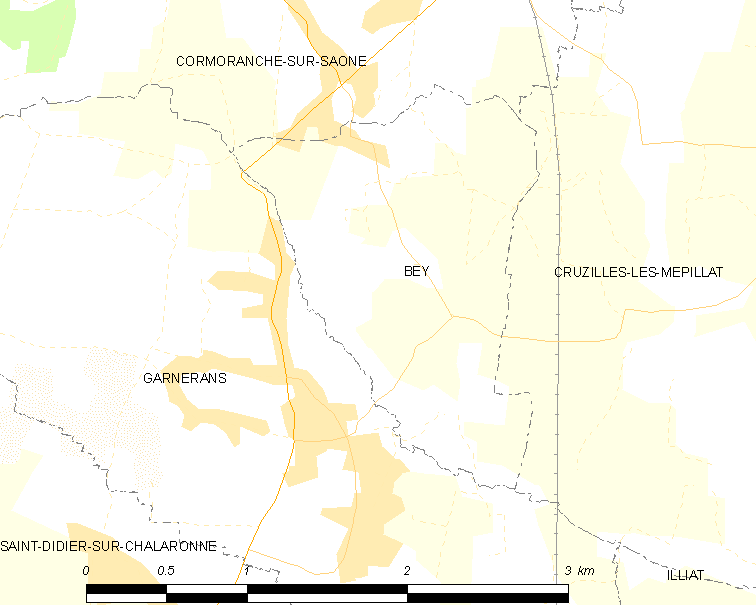
Карта коммуны